# Profesionalen Futbolen Klub Botev Plovdiv 2017-2018
Questa voce raccoglie le informazioni riguardanti il Profesionalen Futbolen Klub Botev Plovdiv nelle competizioni ufficiali della stagione 2017-2018.

## Rosa
Fonte:
| N. |                     | Ruolo | Calciatore       |
| -- | ------------------- | ----- | ---------------- |
|    | Bulgaria (bandiera) | P     | Stelian Angelov  |
|    | Bulgaria (bandiera) | P     | Ivan Čvorović    |
|    | Polonia (bandiera)  | P     | Daniel Kajzer    |
|    | Bulgaria (bandiera) | D     | Zdravko Dermenov |
|    | Bulgaria (bandiera) | D     | Plamen Dimov     |
|    | Bulgaria (bandiera) | D     | Filip Filipov    |
|    | Bulgaria (bandiera) | D     | Dimitar Kalchev  |
|    | Bulgaria (bandiera) | D     | Lazar Marin      |
|    | Bulgaria (bandiera) | D     | Jordan Minev     |
|    | Bulgaria (bandiera) | D     | Dimităr Pirgov   |
|    | Bulgaria (bandiera) | D     | Radoslav Terziev |
|    | Brasile (bandiera)  | C     | Álvaro           |
|    | Bulgaria (bandiera) | C     | Lăčezar Baltanov |
|    | Brasile (bandiera)  | C     | Felipe Brisola   |

| N. |                     | Ruolo | Calciatore       |
| -- | ------------------- | ----- | ---------------- |
|    | Bulgaria (bandiera) | C     | Milko Georgiev   |
|    | Bulgaria (bandiera) | C     | Todor Nedelev    |
|    | Bulgaria (bandiera) | C     | Stivăn Petkov    |
|    | Bulgaria (bandiera) | C     | Stanislav Šopov  |
|    | Bulgaria (bandiera) | C     | Georgi Staikov   |
|    | Bulgaria (bandiera) | C     | Serkan Jusein    |
|    | Bulgaria (bandiera) | A     | Angel Bastunov   |
|    | Brasile (bandiera)  | A     | Diogo Campos     |
|    | Bulgaria (bandiera) | A     | Kristijan Dobrev |
|    | Brasile (bandiera)  | A     | Gustavo Sauer    |
|    | Brasile (bandiera)  | A     | João Paulo       |
|    | Benin (bandiera)    | A     | Omar Kossoko     |
|    | Francia (bandiera)  | A     | Daudet N'Dongala |
|    | Bulgaria (bandiera) | A     | Ivan Vasilev     |